# Gimme! Gimme! Gimme! (A Man After Midnight)
Gimme! Gimme! Gimme! (A Man After Midnight) ist ein Song von ABBA aus dem Jahr 1979. Er wurde von Benny Andersson und Björn Ulvaeus geschrieben, die Lead Vocals wurden von Agnetha Fältskog übernommen. Im Oktober 1979 wurde der Titel auf dem zweiten Greatest-Hits-Album der Gruppe veröffentlicht und erschien parallel dazu als Single. Als B-Seite diente dabei das Lied The King Has Lost His Crown vom Album Voulez-Vous, das bereits im April desselben Jahres erschienen war.
Das Stück handelt von einer Frau, die ihre Abende stets allein verbringen muss und sich sehnlichst einen Mann wünscht. 1992 wurde Gimme! Gimme! Gimme! auf die Titelliste des Albums ABBA Gold gesetzt, in der ersten Ausgabe jedoch in einer remasterten und etwas gekürzten Version. Die eingängige Hookline des Songs, gespielt mit Keyboard und Synthesizer, wurde 2005 von der US-amerikanischen Sängerin Madonna aufgegriffen und für ihren Hit Hung Up verwendet, der in 41 Ländern Platz 1 der Charts erreichte und sich über neun Millionen Mal verkaufte.

## Entstehung
Andersson und Ulvaeus waren überzeugt davon, dass sich nur ein Titel mit tanzbarem Rhythmus gut verkaufen ließ. So begannen sie im August 1979 an einem Song mit dem Arbeitstitel Been and Gone and Done It zu arbeiten. Die Aufnahmen nahmen auch noch Teile des Septembers in Anspruch, wobei am 5. September parallel zur Aufnahme auch das Musikvideo gefilmt wurde. Für dieses wurde das Lied auf 3:15 Minuten gekürzt. Ebenfalls Anfang September fand das Foto-Shooting für das Cover dieser Single sowie für das neue Greatest-Hits-Album der Gruppe statt.
Im Frühjahr 1980 wurde der Song für die Kompilation Gracias por la música unter dem Titel ¡Dame! ¡Dame! ¡Dame! in spanischer Sprache aufgenommen und im selben Jahr in Spanien als Single veröffentlicht, die es allerdings nicht in die Charts schaffte. In Argentinien diente diese Version als B-Seite für die Single Gracias por la música, die Platz 4 erreichte.

## Kommerzieller Erfolg

### Chartplatzierungen
Die Single erreichte Platz 1 in sechs Ländern, darunter Belgien, Irland und Finnland. Einen großen Hit landete ABBA mit dem Lied in Frankreich, wo sich die Single über 600.000 Mal verkaufte. In Großbritannien erhielt die Single die Silberne Schallplatte für 250.000 verkaufte Platten. In sieben weiteren Ländern gelangte Gimme! Gimme! Gimme! in die Top Ten, beispielsweise in Australien, wo es Platz 8 erreichte. In Neuseeland, Südafrika und Japan kam sie in die Top 20 der Charts, während sie in den Vereinigten Staaten nicht veröffentlicht wurde.
| ChartsChartplatzierungen     | Höchstplatzierung | Wochen |
| ---------------------------- | ----------------- | ------ |
| Deutschland (GfK)            | 3 (26 Wo.)        | 26     |
| Österreich (Ö3)              | 2 (12 Wo.)        | 12     |
| Schweden (GLF)               | 16 (11 Wo.)       | 11     |
| Schweiz (IFPI)               | 1 (14 Wo.)        | 14     |
| Vereinigtes Königreich (OCC) | 3 (12 Wo.)        | 12     |

| ChartsJahrescharts (1980) | Platzierung |
| ------------------------- | ----------- |
| Deutschland (GfK)         | 54          |

### Auszeichnungen für Musikverkäufe
| Land/Region                  | Auszeichnungen für Musikverkäufe (Land/Region, Auszeichnung, Verkäufe) | Verkäufe  |
| ---------------------------- | ---------------------------------------------------------------------- | --------- |
| Dänemark (IFPI)              | Platin                                                                 | 90.000    |
| Deutschland (BVMI)           | Gold                                                                   | 250.000   |
| Frankreich (SNEP)            | Gold                                                                   | 500.000   |
| Italien (FIMI)               | Platin                                                                 | 100.000   |
| Neuseeland (RMNZ)            | 2× Platin                                                              | 60.000    |
| Niederlande (NVPI)           | Gold                                                                   | 100.000   |
| Portugal (AFP)               | Gold                                                                   | 5.000     |
| Spanien (Promusicae)         | Platin                                                                 | 60.000    |
| Vereinigtes Königreich (BPI) | Silber (Physisch) · + 2× Platin (Digital)                              | 1.450.000 |
| Insgesamt                    | 1× Silber · 4× Gold · 7× Platin ·                                      | 2.615.000 |

Hauptartikel: ABBA/Auszeichnungen für Musikverkäufe